# Episcopia Romano-Catolică de Iași

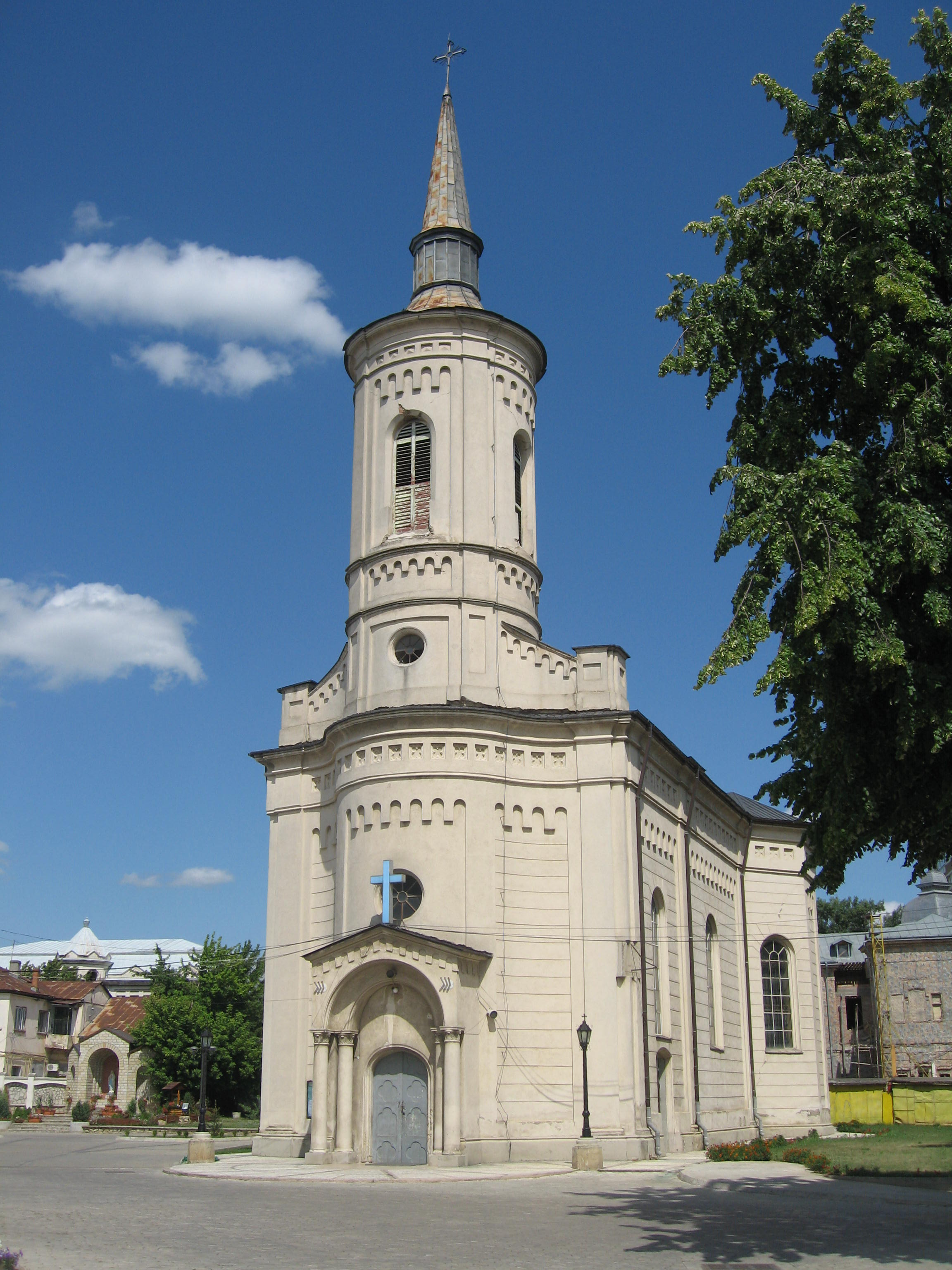
Prima catedrală catolică din Iași
(sec. al XVIII-lea)

Dieceza de Iași (în latină Dioecesis Iassiensis, în maghiară Jászvásári Egyházmegye, în poloneză Diecezja Jassy) este una din cele șase episcopii romano-catolice din România, cu reședința la Iași. Dieceza de Iași a fost înființată în anul 1884 ca sufragană a Arhiepiscopiei de București, cu jurisdicție canonică în Moldova. Teritoriul cuprins în Dieceza de Iași are o suprafață de 46.378 km², pe teritoriul a opt județe (Botoșani, Suceava, Iași, Neamț, Vaslui, Bacău, Galați, Vrancea), cu o populație de 4.680.995 de locuitori, din care 5,2% sunt catolici. Dieceza este condusă de episcopul Iosif Păuleț, episcopul auxiliar Petru Sescu și episcopul emerit Petru Gherghel.

## Istoric
Pe teritoriul de azi al diecezei a luat ființă în anul 1227 prima episcopie catolică, anume Episcopia de Milcov, distrusă de marea invazie mongolă din 1241. Cu ocazia respectivă a fost ucis rectorul Paulus Hungarus⁠(en)[traduceți], profesor la Bologna, și însoțitorii săi.
În anul 1371 a fost înființată Episcopia de Siret (1371-1434), în 1418 Episcopia de Baia (1413-1523), iar în 1607 Episcopia de Bacău (1607-1818). După 1818 activitatea misionarilor catolici din Moldova a fost coordonată de la Iași, unde a funcționat Vicariatul Apostolic al Moldovei (1818-1884). 
La 27 iunie 1884 papa Leon al XIII-lea a înființat din nou o episcopie pentru Moldova, care cuprindea până în preajma primului război mondial teritoriul actual al diecezei. După primul război mondial acest teritoriu a fost mărit cuprinzând și teritoriul actual al Moldovei dintre Prut și Nistru (Republica Moldova) până la încorporarea acestui teritoriu la Uniunea Sovietică.
Primul episcop titular cu reședința în Iași a fost Nicolae Iosif Camilli, numit la 15 iunie 1884.
Dominic Jaquet, Alexandru Teodor Cisar, Mihai Robu și Anton Durcovici au fost episcopi rezidenți, în rest, la conducerea diecezei, s-au aflat administratori apostolici și "ordinarii substituti". Cel dintâi episcop originar din Moldova a fost Mihai Robu din Săbăoani.
Pe teritoriul actual al Diecezei de Iași s-a născut și a crescut arhiepiscopul Joseph Weber (1846-1918).
Pe toată perioada comunistă, timp de peste 40 de ani, de la arestarea lui Anton Durcovici în anul 1949 și până la consacrarea lui Petru Gherghel la 1 mai 1990, Dieceza de Iași a fost fără episcop. Călugărul minorit Ioan Duma, consacrat în clandestinitate episcop în anul 1948 de nunțiul Gerald Patrick O'Hara, a fost arestat în anul 1949 și întemnițat. În 1955, după eliberarea din închisoarea Sighet, i s-a fixat domiciliu obligatoriu în județul Constanța iar apoi la Târgu Jiu în județul Gorj, unde a murit în anul 1981.
În anii 1970-1990 Dieceza de Iași a fost infiltrată și instrumentalizată de Securitate în sensul asimilării grupului ceangăilor care își asumau originea maghiară. În acest sens, în Dieceza de Iași au fost construite chiar în perioada comunistă numeroase biserici și case parohiale cu sprijin substanțial de la stat. Conform raportului întocmit de Comisia Prezidențială pentru Analiza Dictaturii Comuniste din România această politică de asimilare a afectat circa 60.000 de persoane din județele Neamț și Bacău. În mod sporadic colaborarea dintre unii preoți diecezani și organele de poliție în sensul reprimării identității maghiare a ceangăilor din Moldova a continuat și după 1990.
La 21 februarie 1978 papa Paul al VI-lea l-a numit administrator apostolic de Iași pe preotul Petru Gherghel. În a doua jumătate a anului 1978, în urma unei discuții dintre profesorul Petru Tocănel și superiorul minoriților Gheorghe Pătrașcu, căruia i s-a permis deplasarea la Roma, Securității i-a parvenit informația că Eduard Ferenț, rectorul Seminarului din Iași, este avut în vedere de Vatican pentru funcția de episcop diecezan de Iași. Având în vedere temerea că preotul Ferenț ar putea avea o atitudine mai favorabilă în chestiunea ceangăilor, Direcția I din cadrul Securității a dispus „compromiterea și împiedicarea numirii celui în cauză ca episcop.”
La 14 martie 1990 administratorul diecezan Petru Gherghel a fost numit de Papa Ioan Paul II-lea ca episcop de Iași. La 29 septembrie 1999 papa Ioan Paul al II-lea l-a numit pe Aurel Percă ca episcop auxiliar de Iași, acesta primind titlul canonic de episcop titular de Mauriana. La 21 noiembrie 2019, mons. Aurel Percă a fost numit de Papa Francisc ca arhiepiscop și mitropolit al Arhidicezei romano-catolice de București.

## Monumente istorice
- Catedrala Catolică din Baia, secolul al XV-lea
- Biserica catolică din Cotnari, secolul al XV-lea
- Biserica romano-catolică Adormirea Maicii Domnului din Iași, secolul al XVIII-lea

## Conducătorii diecezei
- Ep. Nicolae Iosif Camilli (27 iunie 1884 - 10 mai 1894);
- Pr. Caietan Liverotti (10 mai 1894 - 8 ianuarie 1895) - administrator apostolic;
- Ep. Dominic Jaquet (8 ianuarie 1895 - 30 iulie 1903);
- Pr. Iosif Malinovski (30 iulie 1903 - 30 august 1904) - administrator apostolic;
- Arhiep. Nicolae Iosif Camilli (30 august 1904 - 30 decembrie 1915);
- Pr. Ulderic Cipolloni (30 ianuarie 1916 - 22 aprilie 1920) - administrator apostolic;
- Ep. Alexandru Theodor Cisar (22 aprilie 1920 - 5 iulie 1925);
- Ep. Mihai Robu (5 iulie 1925 - 27 septembrie 1944);
- Ep. Marcu Glaser (18 octombrie 1944 - 30 octombrie 1947) - administrator apostolic;
- Ep. Anton Durcovici (30 octombrie 1947 - 10 decembrie 1951);
  - Ep. Marcu Glaser (26 iunie 1949 - 25 mai 1950) - administrator apostolic;
  - Pr. Gheorghe Peț (25 mai 1950 - 15 noiembrie 1950) - ordinarius substitutus;
  - Pr. Wilhelm Clofanda (15 noiembrie 1950 - 8 martie 1951) - ordinarius substitutus;
  - Pr. Petru Pleșca (11 martie 1951 - 16 decembrie 1965) - ordinarius substitutus;
- Ep. Petru Pleșca (16 decembrie 1965 - 19 martie 1977) - ordinarius substitutus
- Pr. Andrei Gherguț (19 martie 1977 - 21 februarie 1978) - ordinarius substitutus;
- Mons. Petru Gherghel (21 februarie 1978 - 14 martie 1990) - administrator apostolic;
- Ep. Petru Gherghel (14 martie 1990 -  6 iulie 2019);
- Ep. Petru Gherghel (6 iulie 2019 - 6 august 2019) - administrator apostolic;
- Ep. Iosif Păuleț (de la 6 august 2019).

## Împărțirea administrativă
Episcopia romano-catolică de Iași este împărțită din punct de vedere administrativ în decanate și parohii. Decanatele sunt în număr de 10 (zece) astfel: 
- Decanatul de Bacău (17 parohii),
- Decanatul de Bucovina (12 parohii),
- Decanatul de Iași (17 parohii),
- Decanatul de Moinești (12 parohii),
- Decanatul de Piatra (11 parohii),
- Decanatul de Roman (16 parohii),
- Decanatul de Traian (18 parohii),
- Decanatul de Trotuș (18 parohii),
- Decanatul de Valea Siretului (12 parohii) și
- Decanatul de Vrancea (8 parohii).

Fiecare decanat este condus de câte un decan care, din punct de vedere canonic, se află sub jurisdicția directă a episcopului. Pe întreg teritoriul Episcopiei romano-catolice de Iași sunt 159 de parohii, conduse de parohi.
| Decanatul de Bacău | Decanatul de Bucovina | Decanatul de Iași | Decanatul de Moinești                                                                                 | Decanatul de Piatra | Decanatul de Roman | Decanatul de Traian | Decanatul de Trotuș | Decanatul de Valea Siretului                                                                                             | Decanatul de Vrancea                                                                  |
| --- | --- | --- | --- | --- | --- | --- | --- | --- | ------------------------------------------------------------------------------------- |
| Bacău (Sf. Cruce, Sf. Nicolae, Fericitul Ieremia Valahul), Barați, Coman, Faraoani, Izvoare-Bacău, Lespezi, Lilieci, Luizi-Călugăra, Mărgineni, Nicolae Bălcescu, Sărata, Schineni, Trebeș, Valea Mare, Valea Seacă. | Botoșani, Cacica, Câmpulung Moldovenesc, Fălticeni, Gura Humorului, Moara, Poiana Micului, Rădăuți, Siret, Solonețu Nou, Suceava, Vatra Dornei | Bălțați, Cotnari, Dancu, Focuri, Horlești, Huși, Huși-Corni, Iași (Adormirea Maicii Domnului; Sf. Tereza a Pruncului Isus; Sf. Anton de Padova), Podu Iloaiei, Răducăneni, Săveni, Târgu Frumos, Tomești, Valea Lupului, Vaslui | Brusturoasa, Ciugheș, Comănești, Dărmănești, Dofteana, Florești, Frumoasa, Moinești, Pustiana, Tărâța | Bârgăuani, Barticești, Corhana, Gherăești, Nisiporești, Piatra Neamț: Sf. Iosif Muncitorul, Sf. Tereza a Pruncului Isus, Roznov, Talpa, Târgu Neamț, Tețcani | Adjudeni, Bălușești, Buhonca, Buruienești, Pildești, Roman (Inima Neprihănită a Mariei; Fericitul Ieremia Valahul; Sf. Tereza a Pruncului Isus; Isus, Bunul Păstor), Rotunda, Sagna, Satu Nou, Săbăoani, Slobozia, Tămășeni, Traian | Bijghir, Călugăreni, Chetriș, Ciucani, Cleja, Cleja II, Fundu Răcăciuni, Galbeni, Gheorghe Doja, Gioseni, Horgești, Poiana, Prăjești, Somușca, Traian, Valea Mică, Văleni, Vladnic | Berzunți, Nicorești, Oituz, Onești I, Onești II, Pârgărești, Pralea, Satu Nou, Stufu, Ștefan cel Mare, Târgu Ocna, Târgu Trotuș, Tuta, Cireșoaia, Slănic-Moldova | Butea, Fărcășeni, Hălăucești, Iugani, Izvoarele, Luncași, Mircești, Mogoșești-Siret, Oțeleni, Pașcani, Răchiteni, Șcheia | Adjud, Arini, Focșani, Galați, Ploscuțeni, Sascut Sat, Tecuci, Vizantea Mănăstirească |